# Full Gear (2022)
Full Gear (2022) – gala wrestlingu wyprodukowana przez federację i dla zawodników All Elite Wrestling (AEW). Odbyła się 19 listopada 2022 w Prudential Center w Newark w stanie New Jersey. Emisja była przeprowadzana na żywo przez serwis strumieniowy B/R Live w Ameryce Północnej i za pośrednictwem FITE TV na całym świecie oraz w systemie pay-per-view. Była to czwarta gala w chronologii cyklu Full Gear.
Na gali odbyło się trzynaście walk, w tym trzy podczas pre-show Zero Hour. W walce wieczoru, MJF pokonał Jona Moxleya i zdobył AEW World Championship. W innych ważnych walkach, Saraya pokonała Dr. Britt Baker, D.M.D., The Acclaimed (Anthony Bowens i Max Caster) pokonali Swerve In Our Glory (Keitha Lee i Swerve’a Stricklanda) i obronili AEW World Tag Team Championship oraz "Jungle Boy" Jack Perry pokonał Luchasaurusa poprzez submission w Steel Cage matchu.

## Produkcja
Full Gear oferowało walki profesjonalnego wrestlingu z udziałem wrestlerów należących do federacji All Elite Wrestling. Oskryptowane rywalizacje (storyline’y) kreowane są podczas cotygodniowych gal Dynamite, Rampage, Dark oraz AEW Dark: Elevation. Wrestlerzy są przedstawieni jako heele (negatywni, źli zawodnicy i najczęściej wrogowie publiki) i face’owie (pozytywni, dobrzy i najczęściej ulubieńcy publiki), którzy rywalizują pomiędzy sobą w seriach walk mających budować napięcie. Kulminacją rywalizacji jest walka wrestlerska lub ich seria.

### Rywalizacje
Po czteromiesięcznej przerwie, MJF powrócił na All Out jako niespodziewany „dżoker” w Casino Ladder matchu i wygrał żeton pokerowy, zdobywając w ten sposób walkę o AEW World Championship w wybranym przez siebie czasie i miejscu. Po tym, jak Jon Moxley obronił tytuł w odcinku Dynamite z 18 października, Moxley wezwał MJF-a i skłonił go do wykorzystania pokerowego żetonu tej nocy, jednak MJF ogłosił, że wykorzysta żeton i zmierzy się z Moxleyem o AEW World Championship na Full Gear.
Na All Out, Swerve In Our Glory (Keith Lee i Swerve Strickland) pokonali The Acclaimed (Anthony’ego Bowensa i Maxa Castera) i obronili AEW World Tag Team Championship. The Acclaimed otrzymali rewanż z Swerve In Our Glory 21 września na specjalnym odcinku Dynamite: Grand Slam gdzie udało im się pokonać mistrzów i zdobyć od nich tytuł. 26 października na Dynamite, Swerve In Our Glory zostali pretendentami do tytułu po pokonaniu FTR (Casha Wheelera i Daxa Harwooda), a w tym samym tygodniu na Rampage ogłoszono walkę pomiędzy The Acclaimed a Swerve In Our Glory o tytuł na nadchodzącym PPV.
W trakcie odcinka Rampage z 28 października, oghłoszono, że odbędzie się turniej AEW World Championship Eliminator; ośmioosobowy turniej w systemie pojedynczej eliminacji, którego punktem kulminacyjnym jest Full Gear, w którym zwycięzca otrzymuje walkę o AEW World Championship na specjalnym odcinku Dynamite: Winter is Coming, a na tym samym odcinku pierwszymi dwoma uczestnikami turnieju ogłosili się Dante Martin oraz Ethan Page. Tydzień później, została przedstawiona cała drabinka turniejowa. 17 listopada, podczas rozmowy medialnej przed Full Gear, Tony Khan potwierdził, że finał turnieju odbędzie się na odcinku Dymanite z 23 listopada, zaś walka półfinałowa pomiędzy Brianem Cage’em a zwycięzcą walki Lance Archer vs. Ricky Starks odbędzie się na Full Gear: Zero Hour.

## Wyniki walk
| Nr                                                                   | Wyniki | Stypulacje                                                                                           | Czas  |
| -------------------------------------------------------------------- | --- | --- | ----- |
| 1P                                                                   | Best Friends (Orange Cassidy, Trent Beretta i Chuck Taylor), Rocky Romero i Danhausen pokonali The Factory (QT Marshalla, Aarona Solo, Lee Johnsona, Nicka Comoroto i Cole’a Kartera) poprzez pinfall          | 10-man tag team match                                                                                | 11:55 |
| 2P                                                                   | Ricky Starks pokonał Briana Cage’a (z Prince’em Naną) poprzez pinfall | Półfinał turnieju AEW World Championship Eliminator                                                  | 10:00 |
| 3P                                                                   | Eddie Kingston pokonał Juna Akiyamę poprzez pinfall | Singles match                                                                                        | 10:30 |
| 4                                                                    | "Jungle Boy" Jack Perry pokonał Luchasaurusa (z Christianem Cage’em) poprzez submission | Steel Cage match                                                                                     | 18:40 |
| 5                                                                    | Death Triangle (Pac, Penta El Zero Miedo i Rey Fénix) (c) pokonali The Elite (Kenny’ego Omegę i The Young Bucks (Matta Jacksona i Nicka Jacksona)) (z Brandonem Cutlerem i Michaelem Nakazawą) poprzez pinfall | Six-man tag team match o AEW World Trios Championship Była to pierwsza walka w best of seven series. | 18:40 |
| 6                                                                    | Jade Cargill (c) (z Kierą Hogan i Leilą Grey) pokonała Nylę Rose (z Mariną Shafir i Vickie Guerrero) poprzez pinfall                                                                                           | Singles match o AEW TBS Championship                                                                 | 8:00  |
| 7                                                                    | Chris Jericho (c) pokonał Bryana Danielsona, Claudio Castagnoliego i Sammy’ego Guevarę poprzez pinfall | Four-way match o ROH World Championship                                                              | 21:30 |
| 8                                                                    | Saraya pokonała Dr. Britt Baker, D.M.D. poprzez pinfall | Singles match                                                                                        | 12:30 |
| 9                                                                    | Samoa Joe pokonał Wardlowa (c) i Powerhouse Hobbsa poprzez techniczne poddanie | Three-way match o AEW TNT Championship                                                               | 9:55  |
| 10                                                                   | Sting i Darby Allin pokonali Jeffa Jarretta i Jaya Lethala (z Sonjayem Duttem i Satnamem Singhem) poprzez pinfall                                                                                              | No Disqualification Tag team match                                                                   | 11:00 |
| 11                                                                   | Jamie Hayter pokonała Toni Storm (c) poprzez pinfall | Singles match o tymczasowy AEW Women’s World Championship                                            | 15:00 |
| 12                                                                   | The Acclaimed (Anthony Bowens i Max Caster) (c) pokonali Swerve In Our Glory (Keitha Lee i Swerve’a Stricklanda) poprzez pinfall                                                                               | Tag team match o AEW World Tag Team Championship                                                     | 19:40 |
| 13                                                                   | MJF pokonał Jona Moxleya (c) (z Williamem Regalem) poprzez pinfall | Singles match o AEW World Championship MJF wykorzystał swój żeton do pokera z Casino Ladder matchu.  | 23:15 |
| (c) – mistrz/mistrzyni przed walkąP – walka miała miejsce w pre-show | | |       |

### Turniej AEW World Championship Eliminator
|  | Ćwierćfinały Dynamite (9 listopada 2022) Rampage (11 i 18 listopada 2022) | Ćwierćfinały Dynamite (9 listopada 2022) Rampage (11 i 18 listopada 2022) | Ćwierćfinały Dynamite (9 listopada 2022) Rampage (11 i 18 listopada 2022) |              |              | Półfinały Dynamite (16 listopada 2022) Full Gear: Zero Hour (19 listopada 2022) | Półfinały Dynamite (16 listopada 2022) Full Gear: Zero Hour (19 listopada 2022) | Półfinały Dynamite (16 listopada 2022) Full Gear: Zero Hour (19 listopada 2022) |  |  | Finał Dynamite (23 listopada 2022) | Finał Dynamite (23 listopada 2022) | Finał Dynamite (23 listopada 2022) |  |
|  |                                                                           |                                                                           |                                                                           |              |              |                                                                                 |                                                                                 |                                                                                 |  |  |                                    |                                    |                                    |  |
|  | Eddie Kingston                                                            | Eddie Kingston                                                            | 10:19                                                                     |              |              |                                                                                 |                                                                                 |                                                                                 |  |  |                                    |                                    |                                    |  |
|  | Eddie Kingston                                                            | Eddie Kingston                                                            | 10:19                                                                     |              |              |                                                                                 |                                                                                 |                                                                                 |  |  |                                    |                                    |                                    |  |
|  | Ethan Page                                                                | Ethan Page                                                                | Pin                                                                       |              |              |                                                                                 |                                                                                 |                                                                                 |  |  |                                    |                                    |                                    |  |
|  | Ethan Page                                                                | Ethan Page                                                                | Pin                                                                       |              | Ethan Page   | Ethan Page                                                                      | Pin                                                                             |                                                                                 |  |  |                                    |                                    |                                    |  |
|  |                                                                           |                                                                           |                                                                           |              | Ethan Page   | Ethan Page                                                                      | Pin                                                                             |                                                                                 |  |  |                                    |                                    |                                    |  |
|  |                                                                           |                                                                           | Bandido                                                                   | Bandido      | 9:05         |                                                                                 |                                                                                 |                                                                                 |  |  |                                    |                                    |                                    |  |
|  | Bandido                                                                   | Bandido                                                                   | Bandido                                                                   | Bandido      | 9:05         | Pin                                                                             |                                                                                 |                                                                                 |  |  |                                    |                                    |                                    |  |
|  | Bandido                                                                   | Bandido                                                                   |                                                                           |              |              |                                                                                 |                                                                                 |                                                                                 |  |  |                                    |                                    |                                    |  |
|  | Rush                                                                      | Rush                                                                      | 9:45                                                                      |              |              |                                                                                 |                                                                                 |                                                                                 |  |  |                                    |                                    |                                    |  |
|  | Rush                                                                      | Rush                                                                      | 9:45                                                                      |              | Ethan Page   | Ethan Page                                                                      | 12:57                                                                           |                                                                                 |  |  |                                    |                                    |                                    |  |
|  |                                                                           |                                                                           |                                                                           |              |              |                                                                                 |                                                                                 |                                                                                 |  |  |                                    |                                    |                                    |  |
|  |                                                                           |                                                                           | Ricky Starks                                                              | Ricky Starks | Pin          |                                                                                 |                                                                                 |                                                                                 |  |  |                                    |                                    |                                    |  |
|  | Lance Archer                                                              | Lance Archer                                                              | Ricky Starks                                                              | Ricky Starks | Pin          | 5:24                                                                            |                                                                                 |                                                                                 |  |  |                                    |                                    |                                    |  |
|  | Lance Archer                                                              | Lance Archer                                                              |                                                                           |              |              |                                                                                 |                                                                                 |                                                                                 |  |  |                                    |                                    |                                    |  |
|  | Ricky Starks                                                              | Ricky Starks                                                              | Pin                                                                       |              |              |                                                                                 |                                                                                 |                                                                                 |  |  |                                    |                                    |                                    |  |
|  | Ricky Starks                                                              | Ricky Starks                                                              | Pin                                                                       |              | Ricky Starks | Ricky Starks                                                                    | Pin                                                                             |                                                                                 |  |  |                                    |                                    |                                    |  |
|  |                                                                           |                                                                           |                                                                           |              | Ricky Starks | Ricky Starks                                                                    | Pin                                                                             |                                                                                 |  |  |                                    |                                    |                                    |  |
|  |                                                                           |                                                                           | Brian Cage                                                                | Brian Cage   | 10:00        |                                                                                 |                                                                                 |                                                                                 |  |  |                                    |                                    |                                    |  |
|  | Brian Cage                                                                | Brian Cage                                                                | Brian Cage                                                                | Brian Cage   | 10:00        | Pin                                                                             |                                                                                 |                                                                                 |  |  |                                    |                                    |                                    |  |
|  | Brian Cage                                                                | Brian Cage                                                                |                                                                           |              |              |                                                                                 |                                                                                 |                                                                                 |  |  |                                    |                                    |                                    |  |
|  | Dante Martin                                                              | Dante Martin                                                              | 7:10                                                                      |              |              |                                                                                 |                                                                                 |                                                                                 |  |  |                                    |                                    |                                    |  |